# Jared Sandberg
Pour les articles homonymes, voir Sandberg.
Jared Lawrence Sandberg (né le 2 mars 1978 à Olympia, Washington, États-Unis) est un joueur de troisième but des Ligues majeures de baseball qui évolue avec les Devil Rays de Tampa Bay de 2001 à 2003.
Il est le neveu du Ryne Sandberg.

## Carrière
Jared Sandberg est repêché par les Devil Rays de Tampa Bay au 16e tour de sélection en 1996. Il fait ses débuts dans le baseball majeur avec cette équipe le 7 août 2001. Après avoir disputé 39 matchs en fin de saison avec les Rays, le joueur de troisième but s'aligne avec le club pour 102 matchs en 2002. Il frappe 18 circuits, produit 54 points, en marque 55 et affiche une moyenne au bâton de, 229. Sa carrière prend fin après 55 parties jouées pour Tampa Bay en 2003.
Jared Sandberg a joué 196 matchs dans les majeures, tous avec les Devil Rays. Il compte 139 coups sûrs, dont 38 doubles, deux triples et 25 circuits, avec 92 points produits, 83 points marqués et 4 buts volés. Sa moyenne au bâton en carrière s'élève à, 221.
Après sa carrière de joueur, il est gérant en ligues mineures. En 2013, il dirige les Hot Rods de Bowling Green, un club-école des Rays de Tampa Bay.